# Orthonyx
Orthonyx Temminck, 1820 è un genere di uccelli dell'ordine dei passeriformi, nell'ambito dei quali rappresenta l'unico ascritto alla famiglia Orthonychidae Gray, 1840.

## Etimologia

O. temminckii.

Il nome scientifico del genere, Orthonyx, deriva dall'unione delle parole greche ορθος (orthos, "dritto") e ονυξ (onyx/onux, "artiglio"), col significato di "dalle unghie dritte, in riferimento alla conformazione delle zampe.

## Descrizione
Si tratta di uccelli di taglia medio-piccola (dai 18 cm dei corriceppi settentrionale e meridionale ai 29 del corriceppi di Spalding), dall'aspetto robusto e paffuto, muniti di testa arrotondata con piccoli occhi e corto becco conico, forti zampe allungate e con dita lunghe, ali arrotondate e coda rigida e dalle penne appuntite.
Il piumaggio è generalmente più scuro nell'area dorsale (in particolar modo su testa e collo) e più chiaro in quella ventrale, con gola e petto bianchi: sussistono differenze a livello di specie, col corriceppi meridionale dalla testa grigio cenere e corpo bruno, quello settentrionale con testa grigio scuro e corpo bruno-nerastro e quello di Spalding con testa nera e corpo color caffè.

Il dimorfismo sessuale è presente in tutte e tre le specie, con femmine dalla colorazione golare tendente al rosso mattone.

## Distribuzione e habitat
Le tre specie sono diffuse in Australasia, con due (il corriceppi di Spalding e quello meridionale) che vivono rispettivamente nella foresta umida della porzione settentrionale e in quella centro-meridionale della costa orientale australiana, mentre il corriceppi settentrionale endemico di alcune zone di foresta pluviale montana della Nuova Guinea.

## Biologia
Si tratta di uccelli dalle abitudini diurne, che vivono da soli o in coppie: si nutrono soprattutto di insetti (col corriceppi di Temminck che caccia anche prede più grandi, come piccoli vertebrati), reperiti cercando il cibo soprattutto al suolo, sondando il terreno e i detriti col becco ed utilizzando la coda rigida come supporto.
La riproduzione avviene durante l'inverno australe: si tratta di uccelli monogami, nei quali la femmina si occupa da sola della costruzione del nido globoso (costruito al suolo alla base di un cespuglio), della cova insolitamente lunga (25 giorni) delle 1-3 uova bianche di forma tubolare e dell'allevamento della prole (che dura per contro eccezionalmente poco), mentre il maschio, coadiuvato dai figli maschi delle covate precedenti (che rimangono anche per anni nel territorio dei genitori), si occupa di pattugliare il territorio e difendere la femmina da eventuali aggressori.

## Tassonomia

O. temminckii.

Al genere vengono ascritte tre specie:
Famiglia Ortonychidae
- Genere Orthonyx
  - Orthonyx novaeguineae Meyer, 1874 - corriceppi settentrionale
  - Orthonyx temminckii Ranzani, 1822 - corriceppi di Temminck
  - Orthonyx spaldingii Ramsay, 1868 - corrceppi di Spalding

A queste se ne aggiungono due estinte in tempi preistorici, Orthonyx hypsilophus ed O. kaldowinyeri.
In passato, il corriceppi settentrionale e quello meridionale venivano considerati due sottospecie di un'unica popolazione (O. temminckii): le analisi genetiche hanno tuttavia inaspettatamente dimostrato che le due popolazioni sono sufficientemente distinte fra loro da rappresentare due specie differenti, e che anzi il corriceppi settentrionale è più affine a quello di Spalding che a quello meridionale.
Nell'ambito dei passeriformi, la famiglia Orthonychidae forma un clade molto basale fra i Corvida assieme ai Pomatostomidae.